# 小林惟司
小林 惟司（こばやし ただし、1930年7月27日 - ）は、日本の商学者、文筆家。千葉商科大学名誉教授。

## 経歴
神奈川県横浜市生まれ。1953年慶應義塾大学経済学部卒業後、明治生命（現：明治安田生命）入社（1983年3月まで）。
1983年より千葉商科大学助教授となり、1989年から千葉商科大学教授となる。
1991年、「日本保険思想の生成と展開」で中央大学商学博士。2002年、千葉商大退任、名誉教授。
生命保険を研究したが、その他寺田寅彦などの人物伝を執筆する。

## 著書
- 『寺田寅彦の生涯』（東京図書） 1977.6
- 『日本保険思想の生成と展開』（東洋経済新報社） 1989.7
- 『保険思想家列伝』（保険毎日新聞社） 1991.6
- 『保険思想の源流』（千倉書房、保険学シリーズ） 1997.5
- 『続・保険思想家列伝』（保険毎日新聞社） 1997.4
- 『日本人を叱る ただし先生やぶにらみ』（小林ただし名義、勉誠出版） 2002.9
- 『寺田寅彦と連句』（勉誠出版） 2002.12
- 『寺田寅彦と地震予知』（東京図書） 2003.10
- 『保険思想と経営理念』（千倉書房） 2005.3
- 『犬養毅(つよし) 党派に殉ぜず、国家に殉ず』（ミネルヴァ書房、ミネルヴァ日本評伝選） 2009.7
- 『二宮尊徳 財の生命は徳を生かすにあり』（ミネルヴァ書房、ミネルヴァ日本評伝選） 2009.12

## 翻訳
- 『生命保険経済学』（ソロモン・S・ヒューブナー、慶応通信） 1962
- 『生命保険』（J・B・マクリーン、慶応通信） 1971

## 参考
- 小林惟司先生 略歴および著作目録 (小林惟司先生退職記念号) 「千葉商大論叢」2002 - 2003